# Edina Somlai
Edia Somlai (* 7. června 1973 Budapešť) je maďarská herečka a dabérka. V roce 1999 se přestěhovala do Spojených států amerických. Nyní žije v Malibu v Kalifornii.

## Divadelní role
| Název          | Role              |
| -------------- | ----------------- |
| Léto – Loretta | Romain Weingarten |

## Filmové a seriálové role

### Filmy
| Rok  | Název           | Role            |
| ---- | --------------- | --------------- |
| 1985 | Očarovaný dolar | Topolino (hlas) |

### Seriály
| Rok  | Název   | Role          |
| ---- | ------- | ------------- |
| 1988 | Sousedé | Panni Zimonyi |

## Dabingové role

### Filmy
| Rok  | Název                                                   | Role                       | Herečka                   | Rok dabingu |
| ---- | ------------------------------------------------------- | -------------------------- | ------------------------- | ----------- |
| 1964 | Mary Poppins                                            | Jane Banksová              | Karen Dotricová           | 1986        |
| 1973 | Žít a nechat zemřít                                     | Miss Caruso                | Madeline Smithová         | 1996        |
| 1977 | Horečka sobotní noci                                    | Linda                      | Lisa Peluso               | 1992        |
| 1980 | Modrá laguna (1. dabing)                                | Emmeline (dítě)            | Elva Josephsonová         | 1987        |
| 1982 | Yogi Bear's All Star Comedy Christmas Caper (1. dabing) | Judy Jones (hlas)          | George Irene              | 1990        |
| 1982 | Poltergeist – klepání ducha                             | Tangina Barrons            | Zelda Rubinsteinová       | 1992        |
| 1983 | Rodinná dovolená                                        | Vicki                      | Jane Krakowski            | 1993        |
| 1985 | Komando (1. dabing)                                     | Jenny Matrix               | Alyssa Milano             | 1989        |
| 1986 | Karate Tiger 1 - No Mercy                               | Kelly Reilly               | Kathy Sileno              | 1995        |
| 1987 | Alvin a Chipmunkové po celém světě                      | Jeanette (hlas)            | Janice Karmanová          | 1992        |
| 1987 | Maci Laci's Great Escape (1. dabing)                    | Cowgirl (hlas)             | Susan Blu                 | 1992        |
| 1987 | Opatrné omluvy v říši divů                              | štěstí (hlas)              | Marla Lukofsky            | 1993        |
| 1987 | Smrtonosná zbraň (3. dabing)                            | Rhianne Murtaughová        | Traci Wolfe               | 1999        |
| 1988 | Hodní, zlí a Foxi Maxi (2. dabing)                      | Pouštní květ (hlas)        | BJ Ward                   | 2004        |
| 1988 | Půlnoční běh                                            | Denise Walshová            | Danielle DuClos           | 1989        |
| 1988 | Můj nevlastní otec je Marťan (1. dabing)                | Jessie Millsová            | Alyson Hanniganová        | 1990        |
| 1988 | Scrooged                                                | Osobně                     | Mary Lou Rettonová        | 1991        |
| 1989 | Moucha II                                               | Beth Logan                 | Daphne Zuniga             | 1992        |
| 1989 | Ďábel rock'n'rollu (1. dabing)                          | Myra Gale Brown-Lewis      | Winona Ryder              | 1995        |
| 1989 | Smrtonosná zbraň 2 (2. dabing)                          | Rhianne Murtaughová        | Traci Wolfe               | 1999        |
| 1989 | Vánoční prázdniny                                       | Audrey Griswoldová         | Juliette Lewis            | 1992        |
| 1991 | Princezna a Goblin                                      | princezna Angelica (hlas)  | osobně                    | 1991        |
| 1991 | Šťastný otec                                            | Annie Banksová             | Kimberly Williams-Paisley | 1993        |
| 1991 | Poslední skaut (1. dabing)                              | Darian Hallenbeck          | Danielle Harrisová        | 1992        |
| 1991 | Danielle Steel: Druhá šance                             | Jessica "Jess" Adamsová    | Renée O'Connorová         | 1994        |
| 1991 | Vánoce Gézengüz                                         | Stephanie                  | Amy Obererová             | 1993        |
| 1991 | Vesmírný medvěd Sebastian                               | Griselda (hlas)            | Margriet van Lidth        | 1997        |
| 1991 | Terminátor 2: Den zúčtování                             | Malá holčička na ulici     | Nikki Cox                 | 1991        |
| 1992 | Danielle Steel: Tajemství                               | Alexa Adamsová             | Nicole Eggertová          | 1993        |
| 1992 | FernGully: Poslední deštný prales                       | Crysta (hlas)              | Samantha Mathis           | 1995        |
| 1992 | Smrtonosná zbraň 3 (1. dabing)                          | Rhianne Murtaughová        | Traci Wolfe               | 1992        |
| 1992 | Sám doma 2: Ztracen v New Yorku                         | Tracey McCallister         | Santa Mojžíš              | 1992        |
| 1993 | Sestra v akci 2                                         | Tanya                      | Tanya Blount              | 1994        |
| 1993 | Dennis, komisař                                         | Máňa                       | Natasha Lyonne            | 1993        |
| 1993 | Vyrobeno v Americe                                      | Zora Mathews               | Nia Long                  | 1993        |
| 1993 | Mrs. Doubtfire – Táta v sukni                           | Lydia "Lydie" Hillard      | Lisa Jakub                | 1993        |
| 1993 | Není divu, kdo to teď mluví!                            | Mollie (dítě)              | Alicia Bradsenová         | 1994        |
| 1993 | Není divu, kdo to teď mluví!                            | domácí opatrovnice dětí    | Andrea Némethová          | 1994        |
| 1993 | Únosci těl                                              | Marty Malone               | Gabrielle Anwarová        | 1994        |
| 1994 | Danielle Steel: Neočekávaná láska                       | Amanda Haleová             | Holly Marie Combsová      | 1997        |
| 1995 | Spící kráska                                            | Melody, zelená víla (hlas) | N/A                       | 1995        |
| 1995 | Kouř                                                    | April Lee                  | Mary B. Ward              | 1996        |
| 1995 | Šťastný otec 2                                          | Annie Banksová             | Kimberly Williams-Paisley | 1996        |
| 1995 | Praštěná holka                                          | Cher Horowitzová           | Alicia Silverstoneová     | 1996        |
| 1996 | Den nezávislosti                                        | Alicia Casseová            | Lisa Jakub                | 1996        |
| 1996 | Klub rozvedených žen                                    | Chris Paradis              | Jennifer Dundasová        | 1997        |
| 1996 | Výkřik                                                  | Sidney Prescott            | Neve Campbellová          | 1998        |
| 1996 | Timon a Pumba kolem Země                                | Pumba Jr. (hlas)           | Nancy Cartwrightová       | 1997        |
| 1997 | Mr. Bean: Největší filmová katastrofa (1. dabing)       | Jennifer Langley           | Tricia Vesseyová          | 1997        |
| 1997 | Na křídlech písní                                       | Selena Quintanilla-Perez   | Jennifer Lopez            | 1998        |
| 1997 | Kondomová válka                                         | Brooke Kingsley            | Marley Sheltonová         | 1998        |
| 1997 | Na moře, tati!                                          | Shelly                     | Alexandra Powersová       | 1998        |
| 1997 | Červený roh                                             | Hong Ling                  | Jessey Meng               | 1998        |
| 1998 | Smrtonosná zbraň 4 (1. dabing)                          | Rhianne Murtaughová        | Traci Wolfe               | 1999        |
| 1998 | Kolik je polovina ze dvou otců? (1. dabing)             | Alice Tomasová             | Vanessa Paradis           | 1998        |
| 1998 | Kino Rugrats – žvatlající batolata                      | Dil Pickles (hlas)         | Tara Strong               | 1999        |
| 1998 | Sabrina jde do Říma                                     | Sabrina / Sophie           | Melissa Joan Hartová      | 1999        |
| 1999 | Taková normální holka                                   | Laney Boggs                | Rachael Leigh Cook        | 1999        |

### Seriály
| Rok       | Název                                                         | Role                                       | Herečka              | Rok dabingu |
| --------- | ------------------------------------------------------------- | ------------------------------------------ | -------------------- | ----------- |
| 1975–1976 | Včelka Mája (1. dabing)                                       | vosí miminkomalá housenkamládě mušky mšice | N/A                  | 1991–1993   |
| 1980      | Báječná cesta Nilse Holgerssona s divokými husami (1. dabing) | Ostatní herci                              | N/A                  | 1987–1988   |
| 1983      | Malé zázraky                                                  | Lilie                                      | Sumi Shimamoto       | 1988        |
| 1984      | Modrý pták                                                    | Mytyl                                      | N/A                  | 1990        |
| 1985–1991 | Gumídci                                                       | Calla                                      | N/A                  | 1991–1993   |
| 1985      | Spartakus a podmořské slunce                                  | TashaArkadiina dcera                       | N/A                  | 1988        |
| 1986      | Byl jednou jeden… život (1. dabing)                           | Krista (dítě)                              | N/A                  | 1990        |
| 1986      | My Little Pony (1. dabing)                                    | Megan                                      | N/A                  | 1991–1992   |
| 1987      | Kačeří příběhy (1. řada)                                      | Malý váleček                               | N/A                  | 1990        |
| 1987      | Moflí, poslední koala                                         | Corina                                     | N/A                  | 1990        |
| 1987–1988 | Grimmovy nejkrásnější pohádky                                 | Ostatní herci                              | N/A                  | 1994–1995   |
| 1988      | Nová dobrodružství Medvídka Pú                                | N/A                                        | N/A                  | 1994        |
| 1988–1989 | Denver, poslední dinosaurus                                   | Casey                                      | N/A                  | 1990–1991   |
| 1988      | Garfield a přátelé (1. řada, 1. dabing)                       | Nermal                                     | N/A                  | 1994        |
| 1989–1990 | Rychlá rota (1. dabing)                                       | Siporka Hebrencs                           | N/A                  | 1990–1993   |
| 1989      | Dini, malý dinosaurus                                         | Ember                                      | N/A                  | 1993        |
| 1990      | Létání promiň                                                 | Lenka                                      | N/A                  | 1995        |
| 1992      | Blábolící dívky (2. řada)                                     | Lil                                        | N/A                  | 1995–1996   |
| 1991      | Krok za krokem                                                | Karen                                      | Angela Watsonová     | N/A         |
| 1992      | Sailor Moon                                                   | Luna                                       | N/A                  | 1998–1999   |
| 1992      | Ti mizerní                                                    | Azelma                                     | N/A                  | 1995        |
| 1993      | Animánia (Animáci/Animaniacs; 1. řada)                        | Dot Warner                                 | Tress MacNeilleová   | 1996–1999   |
| 1994      | Heartbreak High                                               | Kateřina "Kat" Ioannou                     | Ada Nicodemou        | N/A         |
| 1994      | The Itsy Bitsy Spider                                         | Leslie McGroarty                           | N/A                  | 1996        |
| 1994      | Příběhy o kočce sedící na větvi                               | Marinette                                  | N/A                  | 1995        |
| 1996      | Sabrina – mladá čarodějnice                                   | Sabrina J. Spellman                        | Melissa Joan Hartová | N/A         |
| 1997      | Kobra 11                                                      | Regina Christmannová                       | Nina Wenigerová      | N/A         |
| 1997      | Esmeralda                                                     | Flor de la Caridad «Florecita» Lucero      | Esther Rinaldiová    | N/A         |
| 1997      | Mouse Road Adventures (1. řada)                               | Amy, Leni, Siri                            | N/A                  | 1999        |
| 1998      | Dvě tváře lásky                                               | Fabiola Alcántara                          | Esther Rinaldiová    | 1999        |